# Luis Arenal Bastar

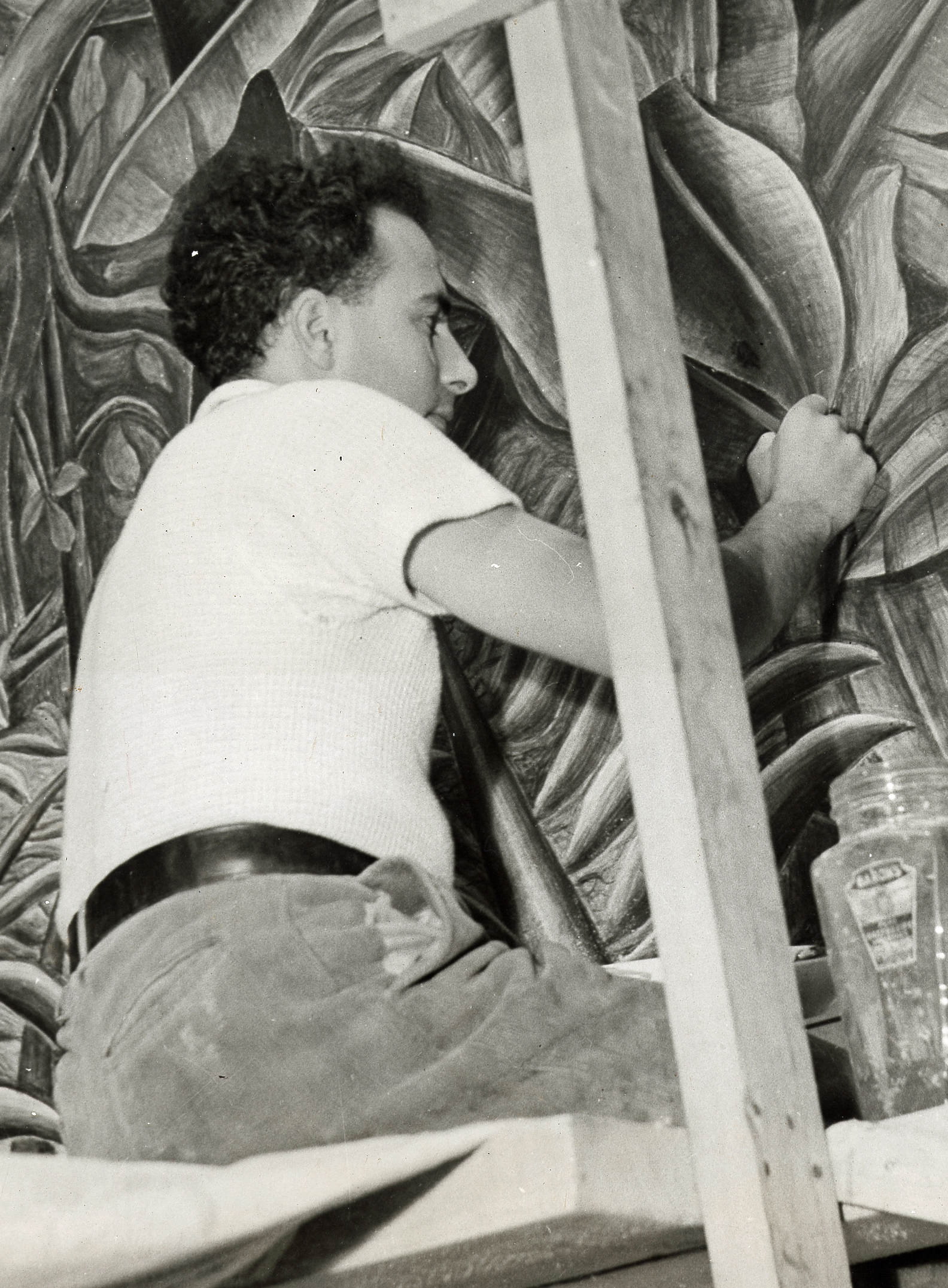
Luis Arenal Bastar

Luis Arenal Bastar (* 1908 oder 1909 in Teapa/Tabasco oder Mexiko-Stadt; † 7. Mai 1985 in Mexiko-Stadt) war ein mexikanischer Künstler und ein Vertreter des Muralismo.

## Biografie
Luis Arenal hatte neben seiner Schwester Angélica, der späteren Frau von David Alfaro Siqueiros, noch einen Bruder namens Leopoldo. Von 1927 bis 1928 studierte er Recht und Bildhauerei in Mexiko-Stadt und ging 1929 an die University of Arizona. 1930 begann er mit der Malerei. Gemeinsam mit anderen bekannten Künstlern dieser Epoche malte er 1932 am Wandbild „La America Tropical“ der Chouinard School of Art in Los Angeles. Arenal war erster Sekretär der Liga de Escritores y Artistas Revolucionarios und 1937 Gründungsmitglied der Taller de Gráfica Popular. Gemeinsam mit Alfaro Siqueiros malte er auch an den Wandbildern „Retrato de la Burguesia“ und „La Marcha de la Humanidad“ und schuf 1944 zwei Skulpturen für Alfaro Siqueiros Wandbild namens „Cuauhtémoc contra el Mito“.